# Jamajská hymna
Hymna Jamajky je skladba Jamaica, land we love (česky Jamajka, země, kterou milujeme). Slova napsal Hugh Sherlock a hudbu složil Robert Lightbourne. Skladba se stala hymnou roku 1962 v roce získání nezávislosti.

## Text hymny
| Originální znění | Český překlad |
| --- | --- |
| Eternal Father, Bless our land Guide us with thy mighty hand Keep us free from evil powers Be our light through countless hours To our leaders, Great Defender, Grant true wisdom from above Justice, truth be ours forever Jamaica, land we love Jamaica, Jamaica, Jamaica, land we love Teach us true respect for all Stir response to duty's call Strengthen us the weak to cherish Give us vision lest we perish Knowledge send us, Heavenly Father, Grant true wisdom from above Justice, truth be ours forever Jamaica, land we love Jamaica, Jamaica, Jamaica, land we love | Nebeský otče, žehnej naší zemi Veď nás svou pevnou rukou Osvoboď nás od zlých sil Nechť tvé světlo je po nesčetné hodiny velkým ochráncem našich vůdců Daruj nám moudrost shůry Spravedlnost a pravdu provždy uchováme Jamajka, země, kterou milujeme Jamajka, Jamajka, Jamajka, země, kterou milujeme Nauč nás pravému respektu ke všemu povzbuď reakci, když povinnosti zavolají Dej nám sílu chránit slabé Dej nám vizi, abychom nezemřeli Sešli nám znalost, nebeský Otče Daruj nám moudrost shůry Spravedlnost a pravdu provždy uchováme Jamajka, země, kterou milujeme Jamajka, Jamajka, Jamajka, země, kterou milujeme |